# 深夜プラス1
『深夜プラス1』（しんやプラスワン、英語原題：Midnight Plus One）は、イギリスの作家ギャビン・ライアルが1965年に発表した小説。日本語訳は早川書房から菊池光訳で出版されていたが、2016年に鈴木恵による新訳版が刊行された。
無実の罪で殺し屋と警察双方に追われる実業家を護送する、フリーランスのエージェントとガンマンのコンビの、タイムリミットに追われての苦闘を描く。命の危機にさらされても自分の生き方を曲げない男たちの姿を、全編にわたり主人公の一人称で描写したハードボイルドな冒険小説である。
酒に弱く、それでいて女性の優しさを引き出さずにいられないガンマン、ハーヴェイ・ロヴェルは『ハヤカワミステリ』の「冒険小説人気キャラクター」部門で1位を獲得した。

## 物語
ルイス・ケインは第二次世界大戦中にレジスタンスを支える目的で欧州大陸に送られた工作員だが、役目を終え十数年を経た今は金持ち相手のビジネス・エージェント（揉事解決人）として生計を立てている。かつてのコード・ネーム「カントン」で呼び出しをうけると旧知のアンリ・メルランが待っていた。地下活動の同志で今は弁護士であるメルランが語るには、大富豪のマガンハルトはリヒテンシュタインまで行く必要があるが婦女暴行で訴えられて警察から指名手配され、さらに何者かに命を狙われている。ケインは護衛を兼ねたドライバー役の依頼を引き受けた。
旅に同行するガンマンにはハーヴェイ・ロヴェルが選ばれたが、この男の正体はアルコールの中毒者だった。アメリカのシークレット・サービス出身でヨーロッパでもナンバー3の技量の持ち主だが、殺しの技術は飲んでいないときしか使えない。そして人を殺す罪悪感とガンマンとしての重圧は常にロヴェルを酒に向かわせていた。ガンマンを交代させる余裕はないためケインは仕事の間だけは飲まないと約束させた。フランス西岸のブルターニュでマガンハルト、秘書のヘレン・ジャーマンと合流して陸路、目的地を目指す。
翌日、殺し屋の襲撃にあった彼らは、敵の中にヨーロッパでもナンバー1とナンバー2といわれるガンマン、ベルナールとアランがいることを知る。彼らもまたレジスタンスの暴力班であったが、銃を捨てて生きることができず、ついには殺し屋となった経歴の持ち主だった。
車を損傷したケイン一行は警察の網から逃れるために、ケインのかつての恋人、今は伯爵夫人で未亡人となっているジネット・マリスの城館を訪ねる。ここでマガンハルトは、自身が正体不明の敵の罠にかかり、あと36時間以内、すなわち明晩の夜半までにリヒテンシュタインに着かなければ企業の所有権を喪失し、経済的にも破滅すると明かす。先行きが暗くなる中で、ロヴェルは約束を破り酒を飲んでしまう。
彼らは翌日ジネットの助けでスイスに入るが、ほんの一瞬の隙を突かれて、スイス警察にマガンハルトが逮捕される。手だてを尽くして彼を釈放させることに成功したケインは、敵の狙いがマガンハルトの死であることを確信し、また相手がこちらの手札を完全に読んでいるのに気づく。裏切り者は誰か、謎を含んだまま物語はクライマックスの銃撃戦へなだれ込んでいく。

## 日本語訳
- 菊池光 訳『深夜プラス1』早川書房〈世界ミステリシリーズ〉、1967年。
  - 菊池光 訳『深夜プラス1』早川書房〈ハヤカワ・ミステリ文庫〉、1976年。ISBN 9784150710514。
- 鈴木恵 訳『深夜プラス1 新訳版』早川書房、2016年。ISBN 9784150413835。

## タイトル
原題のMidnight Plus One は主人公の任務のタイムリミットである0時1分を意味する（midnight＝0時ちょうど ）。

## 評価
早川書房の『ミステリマガジン』1991年6月号誌上で行われたアンケートを基に、1991年9月に発行された書籍『ミステリ・ハンドブック』で発表された人気投票の集計結果では、本作がスリラー部門の第1位、他に8つのジャンル（冒険、国際謀略、スパイ小説、ホラーを除いたミステリ作品）を含めた海外ミステリベスト100で第2位の人気を獲得している。翌年の『ミステリマガジン』1992年5月号誌上で行われたアンケートを基に、1992年10月に発行された書籍『冒険・スパイ小説ハンドブック』で発表された人気投票の集計結果では、本作の登場人物であるハーヴェイ・ロヴェルが好きな脇役部門の第1位を獲得し、好きな主人公部門でもルイス・ケインが第5位にランクインしており、作品自体も冒険小説部門における第2位、他に3つのジャンル（海洋冒険小説、スパイ小説、謀略・情報小説）を含めた総合ベスト100で第7位の人気を獲得している。

## トリビア
米国の俳優スティーブ・マックィーンは本作を気に入り映画化権を獲得。コロンビア映画がボブ・ラフェルソンが監督に起用して映画化されるはずだったが実現しなかった。
ラジオドラマが、NHK-FM 青春アドベンチャーで、2023年7月3日〜7日、10日〜14日に放送された（全10回）。
上記の作品から名前を取った店として知られるものに以下のものがある。
- 内藤陳が経営する新宿ゴールデン街のバー。内藤が設立した日本冒険小説協会の公認酒場となっており、同協会の会員や熱心なマニア、作家が集まる場所となっている[4]。
- 飯田橋駅前（神楽坂下）の書店「Books SAKAI 深夜プラス1」。現・ミステリー評論家の茶木則雄が1986年の開店時の店長。店舗面積の割にミステリー系が充実していた。2010年8月末に閉店。

## オマージュ作品
- 『深夜ふたたび』志水辰夫 内容、冒頭のシーンなど多くの要素がオマージュされている。
- 『交渉人 真下正義』 - 劇中で犯人が出すヒントの中で、本作に言及するシーンがある。
- 『殺しの烙印』 - 1967年、鈴木清順監督。宍戸錠と真理アンヌ出演。前半のストーリイは本作から大きな影響を受けている。
- 『MIDNIGHT PLUS ONE』吉村浩二 本作へのスタイリッシュなオマージュで、メロディアスなスムース・ジャズ。
- 『BAR酔虎伝』酒口風太郎 ミステリに登場する酒をモチーフにした小説で、「深夜プラスもう一杯」の章がある。
- 「ブックスサカイ深夜プラス1」1986年に開店した神楽坂のミステリー専門書店で、店長は茶木則雄。